# Wang (efternamn)
Wang (王, pinyin Wáng) är det vanligaste kinesiska släktnamnet. I Folkrepubliken Kina bärs det av 93 miljoner invånare. Också det kinesiska namn som skrivs 汪 (pinyin Wāng) transkriberas utan tontecken som Wang, både i Kina och i västerlandet. De uttalas dock olika på kinesiska.
Utom bland kinesisktalande förekommer namnet i Asien också i Korea och Vietnam.
De flesta i Sverige som heter Wang är av kinesiskt ursprung, men namnet bärs också av etniska skandinaver, ofta med norsk eller dansk bakgrund. Det kan då också stavas Vang.
Offentlig statistik tillgänglig 2014 ger följande antal personer i de nordiska länderna med stavningsvarianterna
- Wang: Sverige 1938, Danmark 890, Norge 2260. Finland 667.
- Vang: Sverige 83, Danmark 1073, Norge 666, Finland under 5.

Totalt blir detta för Sverige: 2021, Danmark 1963, Norge 2926, Finland cirka 670.
På kinesiska och koreanska skrivs släktnamnet (efternamnet) först, före det givna namnet (förnamnet).

## Personer med släktnamnet Wang eller Vang
Personer utan angiven nationalitet är från Kina.

### Män
- Alexander Wang (född 1983), amerikansk modeskapare

- Bee Vang (född 1991), amerikansk skådespelare

- Charles Wang (född 1944), amerikansk entreprenör, ägare av ishockeylag
- Wang Chen (politiker) (född 1950), journalist och politiker
- Wang Cheng-Pang (född 1987), taiwanesisk bågskytt
- Wang Chong (27–97), filosof
- Christopher Vang (född 1988), brittisk-svensk vattenpolospelare
- Wang Chunxin (född 1997), roddare
- Claes Wang (född 1947), svensk kompositör och musiker
- Wang Congkang (född 1996), kanotist

- Wang Dalei (född 1989), fotbollsspelare
- Wang Dan (född 1969), dissident
- Wang Dong (diplomat) (1922–1983), ambassadör
- Dylan Wang (född 1998), kinesisk skådespelare

- Eugene Wang (född 1985), bordtennisspelare

- Fa Tsuan Wang (1899–1985), botanist
- Wang Feng (född 1979), simhoppare
- Frank Vang-Jensen (född 1967), dansk-svensk företagsledare
- Wang Fuchun (1943–2021), fotograf och järnvägsarbetare

- Wang Gang (politiker) (född 1942), politiker
- Garrett Wang (född 1968), amerikansk skådespelare
- Wang Guisheng (född 1939), ambassadör

- Wang Haibin (född 1973), fäktare
- Wang Hao (född 1983), bordtennisspelare
- Wang Hao (friidrottare) (född 1989), kappgångare
- Wang Hongbin (född 1951), kinesisk politiker
- Wang Hongwen (1935–1992), politiker, medlem av "de fyras gäng"
- Wang Hui (1632–1717), målare
- Wang Huning (född 1955), politiker

- Jens Wang (1859–1926), norsk målare
- Wang Jian (1598–1677), äbetsman, målare och poet
- Wang Jiasheng (född 1943), bordtennisspelare
- Wang Jingwei (1883–1944), politiker, nationalist
- Jiro Wang (född 1981), taiwanesisk modell, skådespelare och sångare
- Wang Jun (politiker) (född 1952), politiker
- Wang Ki-Chun (född 1988), sydkoreansk judoutövare

- Wang King-Ky (1882–1941), diplomat, politiker och författare
- Kingone Wang (född 1980), taiwanesisk skådespelare och sångare
- Wang Kuang-Shih (född 1967), taiwanesisk basebollspelare

- Wang Lei (född 1981), fäktare
- Wang Lequan (född 1944), politiker
- Wang Lijun (född 1959), polischef
- Wang Liqin (född 1978), bordtennisspelare
- Wang Lixiong (född 1953), författare och dissident
- Wang Luming (1915–2005), politiker och diplomat

- Wang Mang (45 f.Kr.–23 e.Kr.), kejsare
- Wang Meng (1308–1385), målare
- Wang Meng (författare) (född 1934), författare och politiker
- Wang Ming (1907–1974), politiker
- Wang Mingdao (1900–1991), kristen ledare
- Morten Vang Simonsen (född 1990), dansk-svensk skådespelare

- Wang Qihan (aktiv 960–975), målare
- Wang Qishan (född 1948), politiker
- Wang Quan'an (född 1965), regissör och manusförfattare

- Wang Shengjun (född 1946), politiker och domare
- Wang Shimin (1592–1680), målare, kalligraf och poet
- Wang Shu (född 1963), arkitekt
- Stephan Wang (1900–1971), kristen ledare

- Wang Tao (född 1967), bordtennisspelare

- Vidar Vang (född 1976), norsk sångare och musiker

- Wang Wei (699–759), målare, kalligraf, ämbetsman, poet och musiker
- Wen Tsai Wang (född 1926), botanist

- Wang Ximeng (1096–1119), konstnär
- Wang Xizhi (303–361), kalligraf

- Wang Yang (politiker) (född 1955), politiker
- Wang Yangming (1472–1529), ämbetsman, filosof, kalligraf och general
- Wang Yao (född 1972), journalist
- Wang Yibo (född 1997), skådespelare och artist
- Wang Yuanqi (1642–1717), ämbetsman,målare och poet

- Wang Ze (född 1918), diplomat och politiker
- Wang Zhaoguo (född 1941), politiker
- Wang Zhen (född 1991), friidrottare, kappgångare
- Wang Zhen (politiker) (1908–1993), politiker och generalmajor
- Wang Zheng (sportskytt) (född 1979)
- Wang Zhiwei (född 1988), sportskytt
- Zhiwen Wang (född 1966), skådespelare

### Kvinnor
- Wang (Jingtai) (1420–1507), kinesisk kejsarinna
- Wang Anyi (född 1954), författare och professor
- Wang Beixing (född 1985), skridskoåkare
- Wang Bingyu (född 1984), curlingspelare
- Wang Chunli (född 1983), skidskytt
- Wang Cong'er (1777–1798), upprorsledare
- Wang Fang (född 1967), basketspelare
- Wang Fei (född 1969), popsångerska och skådespelare
- Wang Feng (kanotist) (född 1985), kanotist
- Wang Guangmei (1921–2006), politiker
- Hannah Wang (född 1989), australisk skådespelare
- Wang Hao (simhoppare) (född 1992), simhoppare
- Wang Hee-kyung (född 1970), sydkoreansk bågskytt
- Wang Hong (aktiv 1992), bågskytt
- Wang Huifeng (född 1968), fäktare
- Ingrid Vang Nyman (1916–1959), dansk tecknare
- Wang Jiao (född 1988), brottare
- Julie Agnete Vang (född 1984), dansk skådespelare
- Wang Jun (född 1963), basketspelare
- Wang Junxia (född 1973), löpare
- Wang Linwei (född 1956), handbollsspelare
- Wang Liping (född 1976), kappgångare
- Wang Liping (fotbollsspelare) (född 1973), fotbollsspelare
- Lulu Wang (författare) (född 1960), kinesisk-nederländsk författare
- Wang Manli (född 1973), skridskoåkare
- Meng Wang (född 1985), skridskoåkare
- Ming Wang-Sonnerup (född 1949), kinesisk-svensk författare och nationalekonom
- Wang Mingjuan (född 1985), tyngdlyftare
- Wang Mingxing (född 1961), handbollsspelare
- Wang Na (född 1984), konstsimmare
- Wang Nan (född 1978), bordtennisspelare
- Sølvi Wang (1929–2011), norsk sångerska och skådespelare
- Vera Wang (född 1949), kinesisk-amerikansk modedesigner
- Wang Xiaozhu (född 1973), bågskytt
- Wang Xianbo (född 1976), judoutövare
- Wang Xijie (1565–1620), kejsarinna
- Wang Xin (född 1992), simhoppare
- Wang Xu (född 1985), brottare
- Wang Yan (född 1971), kappgångare
- Wang Yihan (född 1988), badmintonspelare
- Wang Yuegu (född 1980), singaporiansk bordtennisspelare
- Wang Zhenyi (1768–1797), astronom